# Вулиця Лукича
Ву́лиця Лукича — вулиця у Залізничному районі міста Львова, в місцевості Сигнівка. Починається від Городоцької, 186 та закінчується глухим кутом. Прилучається вулиця Житня.

## Історія
Виникла на початку XX століття у складі передміського селища Сигнівка. Після входження селища до меж міста 11 квітня 1930 року, вулиці колишнього села були перейменовані або ж новоутвореним вулицям надавалися певні назви. Так, ще до 1958 року вулиця мала назву Галяревича. 1958 року перейменована на вулицю Гурткову. Сучасна назва вулиця Лукича, походить з 1993 року.

## Забудова
Забудова вулиці Івана Лукича — одноповерховий конструктивізм 1930-х років, двоповерхова барачна забудова 1950-х років, нові індивідуальні забудови. 